# Лицей Святого Николая (Харбин)
Лицей Святого Николая (также Русский Католический лицей Святого Николая) — не действующее учебное заведение Русского апостолата в зарубежье в Харбине, Китай.
Здание лицея, располагавшееся изначально на углу улицы Церковной и Старо-Харбинского шоссе в районе Модягоу, сохранилось в Харбине до настоящего времени.

## История
Лицей Святого Николая в Харбине, городе расположенном в северо-восточном Китае, действовал с 1928 по 1948 годы при Харбинском экзархате Российской католической церкви византийского обряда. Первоначально лицей назывался Епархиальным училищем. В 1933 году училище получило название «Русский Католический лицей Святого Николая». Инициатором его создания был Апостольский администратор архимандрит Фабиан Абрантович MIC, получивший благословение папы Пия XI. Первым директором лицея был священник Диодор Колпинский, в 1932 году его сменил прибывший из Европы иеромонах Иосиф Германович MIC.
Лицей, в котором учились мальчики, размещался в специально оборудованном здании площадью 1500 м² в харбинском районе Модягоу на Старо-Харбинском шоссе (Harbin, Staro-Harbinskoe ch., 78 (97), Matsia-kou). Здание сохранилось до наших дней. В это же время для девочек при русской католической миссии действовали приют и Колледж при Конвенте сестер-урсулинок в Харбине и Школа при Конвенте Сестер Францисканок-Миссионерок Пресвятой Девы Марии в Харбине.
Библиотека лицея насчитывала более 5 тысяч томов.
С конца 1929 года по июнь 1930 года в лицее обучилось около 60 человек. В 1932 году при 85 учениках трудилось 15 человек персонала. В 1933 году на 94 воспитанника приходилось 19 служащих. В 1934 году учебный год начали 110 учащихся. В 1935 году училось 62 воспитанника и 12 человек преподавательского и воспитательного состава. В 1936 году в Лицее обучались 109 воспитанников и работали 23 сотрудника персонала.
Среди преподавателей лицея были:
- иеромонах Косьма Найлович — инспектор и преподаватель латинского языка;
- иеромонах Фома Подзява — Закон Божий, история церкви и логика;
- священник Павел Константинович Портнягин — русския язык и литература,
- А. Н. Клементьев — рисование и черчение;
- Стефан Димитриевич Глушаница — русский язык;
- Э. Э. Анерт — естественные науки;
- В. А. Садиков — астрономия, П. Марчишин — математика;
- Ксения Ивановна Небылицына — русский язык и история. Её супруг Михаил Иванович Небылицын преподавал географию.
- Трофим Андрианович Ситников преподавал (1929—1935) пение, математику, язык и гимнастику.

Полковник Виктор Всеволодович Власов фон Вальденберг был секретарем лицея, он написал ряд учебных пособий по истории России. Священник Павел Шалей (Paul Chaleil) преподавал в старших классах этику и апологетику.
За здоровьем детей следил врач Н. Н. Успенский. Монах Антоний Аниськович был старшим воспитателем, заведовал амбулаторией и лазаретом.
С 1939 года на пост управляющего экзархатом был назначен архимандрит Андрей Цикото, бывший до этого генеральным настоятелем ордена Mариан, он также уделял большое внимание преподаванию и руководству жизнью лицея.
Выпускники лицея 1939 года Андрей Катков и Георгий Бянчанинов продолжили своё образование в Папской коллегии Руссикум в Риме. Священником иезуитом стал также выпускник лицея Андрей Стерпин sj.
В 1948 году все священники и преподаватели Лицея были арестованы китайской милицией и выданы в СССР, доставлены в Читу, где подверглись репрессиям и осуждены в лагеря Гулага.
Часть детей удалось в 1949 году эвакуировать в Бразилию, где для них был устроен Интернат Святого Владимира для русских мальчиков в Иту.